# Don Miki
Don Miki était une série de bandes dessinées espagnoles publiant des histoires de Disney, la plupart de production italienne.

## Historique
Le magazine a été publié chaque semaine en Espagne d'octobre 1976 à juin 1989 pour 664 numéros plus quatre albums hors série, d'abord par Edibelsa (numéros 1-4) puis par Montena (numéros 5-638) et enfin par Primavera (numéros 639-664).
Le format était très similaire à celui du magazine Topolino de Mondadori et de nombreuses histoires venaient de l'étranger, notamment d'Italie.
La série a été partiellement réimprimée en 2014 dans une édition spéciale par Planeta DeAgostini.

## Description
La plupart des épisodes d'ouverture et de clôture d'une trentaine de pages en moyenne ont été réalisés par des auteurs prestigieux tels que Romano Scarpa, Giovan Battista Carpi, Giorgio Cavazzano, Guido Martina, Massimo De Vita, Giorgio Pezzin, Giulio Chierchini et d'autres. Certaines de ces histoires consistaient en deux parties publiées dans deux numéros consécutifs du magazine.
Les pages du magazine comprenaient également des informations susceptibles d'intéresser le jeune public, telles que la musique, les films, la télévision, les sports, les jeux et la technologie.